# 릭 천문대
릭 천문대(Lick 天文臺)는 캘리포니아 대학교가 소유·운영하는 천문대이다. 미국 캘리포니아주의 산호세 동쪽 디아블로 산맥의 해밀턴 산 정상에 위치한다.